# Alsókörtvélyes
Alsókörtvélyes (szlovákul: Nižný Hrušov) község Szlovákiában, az Eperjesi kerület Varannói járásában.

## Fekvése
Varannótól 11 km-re délkeletre, az Ondava bal oldalán fekszik.

## Története
1246-ban „Kurthuleus” néven említik először. 1278-ban IV. László király a Bogáth-Radvány nembeli Pál comesnek adja. 1370-ben Körtvélyesi Erzsébet és Gesztélyi Erzsébet birtoka. 1419-ben a falu lakatlan volt, Beke György és Imregi András birtoka. Az évszázadok során számos birtokosa volt, mint például a Rákóczi, Okolicsányi, Szirmay, Goloy, Szent-Iványi vagy a Füzesséry családok. 1663-ban kolera pusztított a faluban. 1715-ben 10 lakatlan és 14 lakott háza volt.
A 18. század végén Vályi András így ír róla: „Alsó Körtvélyes. Tót falu Zemplén Várm. földes Ura Szirmai, és Okolicsányi Uraságok, lakosai katolikusok, fekszik Passához, és Kots Hoszszú mezőhöz 1/4 órányira, agyagos földgye 3 nyomásbéli, gabonát, búzát leg inkább, egyebet középszerűen terem, erdeje tölgyes, rétekkel bővelkedik, piatza Homonán.”
1828-ban 105 háza volt 776 lakossal.
Fényes Elek 1851-ben kiadott geográfiai szótárában így ír a faluról: „Körtvélyes (Alsó), Zemplén vmegyében, tót-orosz falu, az Ondava mellett, ut. post. N.-Mihályhoz 2 órányira: 487 római, 204 g. kath., 7 evang., 32 zsidó lak. Kath. paroch. templom. 1036 hold szántóföld. Malom és erdő. F. u. Szirmay és Okolicsányi.”
Borovszky Samu monográfiasorozatának Zemplén vármegyét tárgyaló része szerint: „Alsókörtvélyes, tapolyvölgyi tót kisközség 200 házzal és 1078, nagyobbára róm. kath. vallású lakossal. A Bogáth-Radvány nemzetség egyik ősi fészke. 1370-ben Kurthvelus alakban Körtvélyesy Erzsébet és Gesztely Erzsébet birtoka. 1419-ben puszta s urai Beke György és Imreghi András. 1422-ben Komoróczi Pap Péter, az Alpári és a Cselei családok az urai, 1458-ban pedig Palóczi László. 1510-ben Eödönffy Pétert, 1520-ban Hosszúmezei Györgyöt iktatják egyes részeibe. 1426-ban a Morvaiak igényt támasztanak egyes részeire és 1473-ban a Rákóczyakat is birtokosai között találjuk. 1510-ben Dobó Zsófiát és Gerendi Lászlót, 1561-ben Rákóczy Jánost, 1580-ban Golopy Gáspárt, 1582-ben Plagay Ambrust és Szent-Ivány Györgyöt, 1590-ben ismét Golopy Gáspárt iktatják egyes részeibe, míg az 1598-ki összeírás Vitányi György, Vinnay Kristóf, Rákóczy Ferencz, Soós Kristóf, Tussay István, Kendy Miklós, Duka Péter, Deák György, Körtvélyesy János, Füzeséry András, Farkas András és Fejér Illés birtokosokat sorolja fel. 1635-ben Zékey Annát és Rákóczy Andrást iktatják egy-egy kúriába, 1650-ben pedig Bors Jánost. 1656-ban a Szent-Ivány család is a birtokosok között szerepel és itt találjuk a Barkóczyakat és Okolicsányiakat is. 1774-ben Szent-Iványi Terézia, báró Barkóczy Károly, Orosz Terézia, Szirmay András, Okolicsányi János, Kemenes Mihály és a Wiczmándyak az urai. A mult század elején a kir. fiskus, báró Barkóczy, Orosz, Soós, Pintér, Szirmay, Péchy, Wiczmándy és Okolicsányi család, míg most Zempléni Moskovitz Géza a legnagyobb birtokosa. 1663-ban a pestis tizedelte lakosait. Van itt egy érdekes, régi nemesi kuria is, melyet Mária Terézia idejében a Szirmayak építtettek, s a mely 1872-ben vétel útján a Moskovitz család birtokába került. A kastélyhoz, mely úri kényelemmel van berendezve, nagy és szép park csatlakozik. Említésre méltó a körülbelül 7000 kötetből álló érdekes könyvtár és Kossuth Lajosnak több butordarabja, melyeket a jelenlegi tulajdonos atyja, kivel a Kossuth család baráti összeköttetést tartott fenn, e családtól kapott és ereklyeként őriz. Ezek közé tartozik többek között a fekete bőrrel bevont hinta-zsöllyeszék. A faluban csak róm. kath. templom van, mely a XV. században már fennállott, míg tornyát 1615-ben építették hozzá. Ide tartoznak Kió-puszta, Plany-tanya és Ricsió-puszta, mely utóbbira, a hagyomány szerint, Róbert Károly király szőlőmíveseket telepített. Kió-pusztán már 1417-ben községként szerepelt és a Tussaiak birtoka. 1422-ben a Cselei és Pap család, 1428-ban a Tussai Bod család és osztályos atyafiai bírják. 1438-ban a Csemernyei és a Fekete család is kap itt részeket, 1520-ban Hosszúmezei György, 1570-ben Persey Miklós és Thury János, 1575-ben pedig Szent-Ivány György és Szent-Benedeky Erzsébet. Egy 1426. évi oklevél Körtvélyes határában még Kékszeg és Sink vagy Sinkócz községeket is említi, a mikor Kékszeg birtokát a Morvaiak igénylik. Sink elpusztult község 1425-ben a Ricsei és a Beke család birtoka volt, 1463-ban pedig a Csapiaké. A XVI. század végén és a XVII. század elején még Szeghy Miklós birtokaként szerepel, de ettől fogva nyoma vész. Ugyancsak Körtvélyes közelében feküdt Arács, Aracz vagy Aracsa, melytől az Aracsai család a nevét vette. Már a XIII. században a Rákóczyak pusztájaként szerepel. 1405-ben az Isépi, Cselei és a Dobi család, 1425-ben a Ricsei és a Beke család, 1447 körül a Lasztócziak, ettől kezdve 1477-ig a Csirke család, s vele együtt a Körtvélyesi Polyák család és Rákóczy János birtokolják. 1754-ben Okolicsányi Jánost iktatják némely részeibe. A község postája Rákócz, távírója és vasúti állomása Bánócz.”
1920 előtt Zemplén vármegye Nagymihályi járásához tartozott.

## Népessége
| Év:            | 1994. | 2004.   | 2014.   | 2024.   |
| -------------- | ----- | ------- | ------- | ------- |
| Emberek száma: | 1704  | 1666    | 1592    | 1501    |
| Eltérés:       |       | -2,23 % | -4,44 % | -5,71 % |

| Év:            | 2023. | 2024.   |
| -------------- | ----- | ------- |
| Emberek száma: | 1500  | 1501    |
| Eltérés:       |       | +0,06 % |

1910-ben 1050-en, többségében szlovákok lakták, jelentős magyar kisebbséggel.
2001-ben 1699 lakosából 1688 szlovák volt.
2011-ben 1601 lakosából 1547 szlovák.

## Nevezetességei
- Görögkatolikus templom.
- Római katolikus templom.

## Neves személyek
- Lesznai Anna (1885–1966) magyar költő, író, grafikus, iparművész, a Nyolcak vendégtagja.